# Bellulia postea
Bellulia postea là một loài bướm đêm thuộc họ Erebidae. Nó được tìm thấy ở miền bắc Việt Nam.
Sải cánh dài khoảng 13 mm. Cánh trước màu nâu sáng. Các đường cắt có màu hơi đen.